# ایستگاه هیدروژن

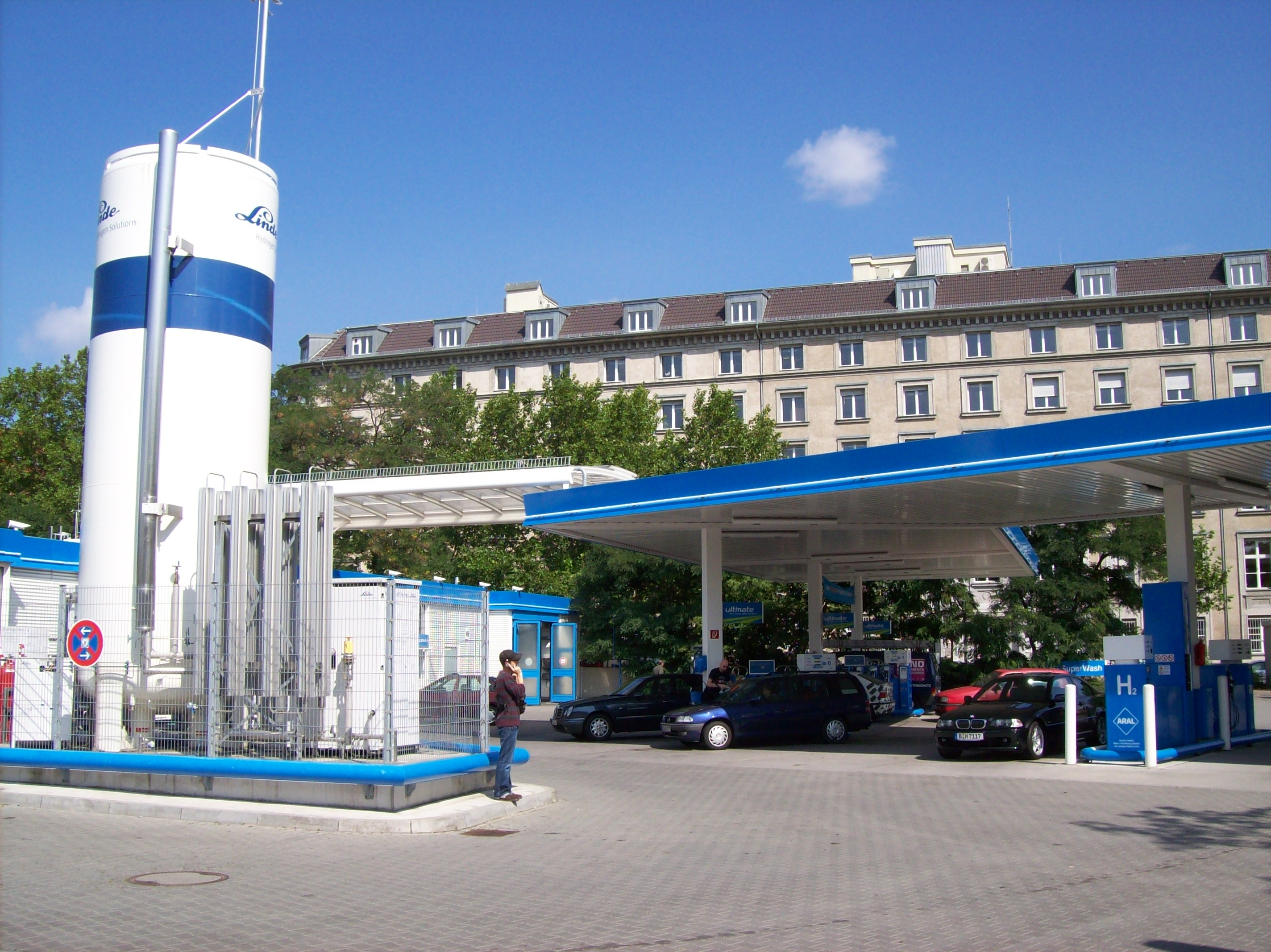
ایستگاه هیدروژن در آلمان

ایستگاه هیدروژن (انگلیسی: Hydrogen station) یا جایگاه هیدروژن، یک ایستگاه ذخیره‌سازی و جایگاه سوخت هیدروژن است، که اغلب در کنار جاده‌ها یا بزرگراه‌ها مستقر می‌باشد. این ایستگاه‌ها برای تأمین انرژی وسایل نقلیه هیدروژنی طراحی شده‌اند. واحد سوخت هیدروژن در این ایستگاه‌ها، بر پایه کیلوگرم محاسبه می‌شود.